# Тупозуб
Тупозуб (Amblyodon) — рід мохів родини мезієвих.
Вперше цей рід був описаний Палісо де Бовуа.
Види цього роду зустрічаються в Європі та Північній Америці.
Види:
- Amblyodon dealbatus (Sw. ex Hedw.) P.Beauv.